# Schoenlandella xanthostigma
Schoenlandella xanthostigma är en stekelart som först beskrevs av Granger 1949.  Schoenlandella xanthostigma ingår i släktet Schoenlandella och familjen bracksteklar. Inga underarter finns listade i Catalogue of Life.